# ورنرسدورف
ورنرسدورف (به آلمانی: Wernersdorf) یک منطقهٔ مسکونی در اتریش است که در دویچلندسبرگ واقع شده‌است. ورنرسدورف ۹٫۹۷ کیلومتر مربع مساحت دارد ۳۸۲–۸۶۴ متر بالاتر از سطح دریا واقع شده‌است.